# Loge-Fougereuse
Loge-Fougereuse és un municipi francès situat al departament de Vendée i a la regió de País del Loira. L'any 2007 tenia 356 habitants.

## Demografia

### Població
El 2007 la població de fet de Loge-Fougereuse era de 356 persones. Hi havia 140 famílies de les quals 32 eren unipersonals (8 homes vivint sols i 24 dones vivint soles), 44 parelles sense fills, 56 parelles amb fills i 8 famílies monoparentals amb fills.
La població ha evolucionat segons el següent gràfic:
Habitants censats

### Habitatges
El 2007 hi havia 164 habitatges, 139 eren l'habitatge principal de la família, 13 eren segones residències i 12 estaven desocupats. Tots els 164 habitatges eren cases. Dels 139 habitatges principals, 119 estaven ocupats pels seus propietaris i 20 estaven llogats i ocupats pels llogaters; 2 tenien dues cambres, 8 en tenien tres, 39 en tenien quatre i 90 en tenien cinc o més. 112 habitatges disposaven pel capbaix d'una plaça de pàrquing. A 55 habitatges hi havia un automòbil i a 78 n'hi havia dos o més.

### Piràmide de població
La piràmide de població per edats i sexe el 2009 era:
| Homes | Edats   | Dones |
| ----- | ------- | ----- |
| 0     | 95 o +  | 0     |
| 0     | 90 a 94 | 0     |
| 0     | 85 a 89 | 4     |
| 8     | 80 a 84 | 4     |
| 4     | 75 a 79 | 8     |
| 8     | 70 a 74 | 8     |
| 8     | 65 a 69 | 12    |
| 0     | 60 a 64 | 4     |
| 16    | 55 a 59 | 4     |
| 0     | 50 a 54 | 16    |
| 8     | 45 a 49 | 4     |
| 40    | 40 a 44 | 20    |
| 12    | 35 a 39 | 12    |
| 8     | 30 a 34 | 16    |
| 12    | 25 a 29 | 12    |
| 12    | 20 a 24 | 12    |
| 20    | 15 a 19 | 16    |
| 24    | 10 a 14 | 4     |
| 16    | 5 a 9   | 8     |
| 12    | 0 a 4   | 4     |

## Economia
El 2007 la població en edat de treballar era de 243 persones, 186 eren actives i 57 eren inactives. De les 186 persones actives 179 estaven ocupades (107 homes i 72 dones) i 7 estaven aturades (3 homes i 4 dones). De les 57 persones inactives 21 estaven jubilades, 17 estaven estudiant i 19 estaven classificades com a «altres inactius».

### Ingressos
El 2009 a Loge-Fougereuse hi havia 141 unitats fiscals que integraven 370 persones, la mediana anual d'ingressos fiscals per persona era de 15.114 €.

### Activitats econòmiques
Dels 11 establiments que hi havia el 2007, 1 era d'una empresa de fabricació de material elèctric, 1 d'una empresa de fabricació d'altres productes industrials, 4 d'empreses de construcció, 1 d'una empresa de transport, 2 d'empreses financeres, 1 d'una empresa de serveis i 1 d'una empresa classificada com a «altres activitats de serveis».
Dels 4 establiments de servei als particulars que hi havia el 2009, 1 era un taller de reparació d'automòbils i de material agrícola, 1 fusteria, 1 lampisteria i 1 perruqueria.
L'any 2000 a Loge-Fougereuse hi havia 19 explotacions agrícoles que ocupaven un total de 728 hectàrees.

## Equipaments sanitaris i escolars
El 2009 hi havia una escola elemental.

## Poblacions més properes
El següent diagrama mostra les poblacions més properes.